# Warum läuft Herr R. Amok?
Warum läuft Herr R. Amok? (alemany: Per què embogeix el Sr. R.) és una pel·lícula dramàtica de l'Alemanya Occidental del 1970 dirigida per Michael Fengler i Rainer Werner Fassbinder. Va ser inscrita al 20è Festival Internacional de Cinema de Berlín.

## Argument
El Sr. Rabb ha treballat durant 18 mesos en un petit despatx d'arquitectura i mostra lleialtat i respecte pels seus col·legues. Ell i la seva dona assisteixen harmònicament a una conferència de pares i professors, miren la televisió i planifiquen el futur. Visiten els seus pares, on la seva mare sembla una mica dominant. El van increpar a la feina i el seu fill podria estar millor a l'escola, però no sembla que siguin problemes greus. La seva dona diu als seus amics que espera un ascens a una altra oficina. Rabb està a la feina, es fa una revisió de salut amb pocs problemes a part d'una pressió arterial lleugerament elevada i mals de cap persistents, i més tard fa un discurs vergonyós i borratxo en un sopar per als seus col·legues i el seu cap, després del qual la seva dona l'anomena gros i estúpid. El senyor R. mira la televisió amb la seva dona i un veí xerraire. Després d'escoltar com la veïna parla del seu viatge a esquiar, el senyor R. s'aixeca i mata en silenci el veí, la seva dona i el seu fill, Amadeus, amb un gran canelobre. L'endemà, es presenta puntualment a la feina. Quan la policia arriba, descobreix que s'ha penjat al bany.

## Repartiment
- Lilith Ungerer - Sra. R.
- Kurt Raab - Sr. R.
- Lilo Pempeit - Col·lega a l'oficina
- Franz Maron - cap
- Harry Baer - company de l'oficina
- Peter Moland - company de l'oficina
- Hanna Schygulla - amiga de l'escola de la senyora R.
- Ingrid Caven - veïna
- Irm Hermann - veí
- Doris Mattes - veïna
- Hannes Gromball - veí
- Vinzenz Sterr - L'avi Raab (com Herr Sterr)
- Maria Sterr - Àvia Raab (com a Frau Sterr)
- Peer Raben - amic de l'escola del Sr. R.
- Eva Pampuch - venedora de discos
- Carla Egerer - venedora de discos (com a Carla Aulaulu)